# Surinaamse parlementsverkiezingen 2005/Kandidatenlijst/NDP
Dit is de lijst van kandidaten voor de Surinaamse parlementsverkiezingen 2005 van de NDP. De verkiezingen vonden plaats op 25 mei 2005.
De onderstaande deelnemers kandideerden op grond van het districten-evenredigheidsstelsel voor een zetel in De Nationale Assemblée. Elk district had een eigen lijsttrekker. Los van deze lijst vonden tegelijkertijd de verkiezingen van de ressortraden plaats. Daarvoor gold het personenmeerderheidsstelsel. De kandidaten voor de ressortraden staan hieronder niet genoemd. De NDP deed in alle tien districten mee aan de verkiezingen.

## Lijsten
Hieronder volgen de kandidatenlijsten op alfabetische volgorde per district.

### Brokopondo(2/3)
1. Yvonne Pinas
2. Hermanus Wijnand Schalkwijk
3. Frederik Finisie

### Commewijne(0)
1. Mohamedrafiek Rosan
2. Harold Soeratin Martodikromo
3. Naushadali Kodan
4. Kelfien Stephany Landus

### Coronie(1/2)
1. Remie Tarnadi
2. Cleon Gonsalves

### Marowijne(0)
1. Rita Marlene Lie Kwie
2. Albert Hendrik Sypenstein
3. Eline Rosita Kromopawiro-Kasanmonadi

### Nickerie(1/5)
1. Djoties Jaggernath
2. Kenneth Roy Donk
3. Oemar Kertosentono
4. Irayda Rollings
5. Mohamed Rashied Doekhi

### Para(1/3)
1. Ricardo Panka
2. Lesley Artist
3. Soekartini Kamsi

### Paramaribo(5/17)
1. Desi Bouterse
2. Jennifer Geerlings-Simons
3. Rabin Parmessar
4. André Misiekaba
5. Kenneth Mohammed Haroen Moenne
6. Ginmardo Kromosoeto
7. Dennis Eugène Menso
8. Rupert Laurence Christopher
9. Joyce Mavis Blokland-Wijnstein
10. Jeff Andy Cramer
11. Rudy Harry Balker
12. Moesira Juliette Tranadi
13. Gauwswamie Samie Ramjiawan
14. Hariëtte Margaretha Helstone
15. Jerry Gabriël Miranda
16. Sharida Mirtle Nelly Goedhart
17. Sergio Frederick Damiento Akiemboto

### Saramacca(1/3)
1. Robby Malhoe
2. Siegfried Tjitrotaroeno
3. Frits Moesafirhoesein

### Sipaliwini(2/4)
1. Maaike Julia Nelson
2. Margaretha Maria Misiedjan-Malontie
3. Pildas Tawadi
4. Erwin Linga

### Wanica(2/7)
1. Charles Pahlad
2. Wedprekash Joeloemsingh
3. Karel Misman Kasanpawiro
4. Haroen Mohamed Rasied Daha
5. Renaldo Herman Huur
6. Rajinderkumar Hindori
7. Mangeldei Kali-Sookoo

NF · 
NDP · 
PALU
Kandidaten per district: Brokopondo · 
Commewijne · 
Coronie · 
Marowijne · 
Nickerie · 
Para · 
Paramaribo · 
Saramacca · 
Sipaliwini · 
Wanica